# Synsepalum fleuryanum
Synsepalum fleuryanum är en tvåhjärtbladig växtart som beskrevs av Auguste Jean Baptiste Chevalier. Synsepalum fleuryanum ingår i släktet Synsepalum och familjen Sapotaceae.
Artens utbredningsområde är Gabon. Inga underarter finns listade i Catalogue of Life.